# Episodi di Dream On (terza stagione)
La terza stagione della serie televisiva Dream On è stata trasmessa negli Stati Uniti dal 6 giugno al 21 novembre 1992 su HBO ed  è composta da 26 episodi.
| nº | Titolo originale                | Titolo italiano                        | Prima TV USA      | Prima TV Italia |
| -- | ------------------------------- | -------------------------------------- | ----------------- | --------------- |
| 1  | And Bimbo was his name-o (1)    | Lo chiamavano Bimbo (prima parte)      | 6 giugno 1992     |                 |
| 2  | And Bimbo was his name-o (2)    | Lo chiamavano Bimbo (seconda parte)    | 6 giugno 1992     |                 |
| 3  | Nightmare on Bleecker Street    | Il 10º anniversario                    | 13 giugno 1992    |                 |
| 4  | For Peter's sake                | Il libro di Natale                     | 20 giugno 1992    |                 |
| 5  | Terms of employment             | Prendere o lasciare                    | 27 giugno 1992    |                 |
| 6  | For Richard or for Poorer       | Un anonimo donatore                    | 4 luglio 1992     |                 |
| 7  | Bad girls                       | Cattive compagnie                      | 11 luglio 1992    |                 |
| 8  | Here comes the bribe            | Matrimonio d'interesse                 | 18 luglio 1992    |                 |
| 9  | May divorce be with you         | Divorzio senza età                     | 25 luglio 1992    |                 |
| 10 | Come and knock on our door...   | Un'esperienza particolare              | 1º agosto 1992    |                 |
| 11 | B.S. Elliot                     | Come nasce un romanzo                  | 8 agosto 1992     |                 |
| 12 | What women want                 | Rivale in amore                        | 15 agosto 1992    |                 |
| 13 | Red all over                    | Soffiata e fuga                        | 22 agosto 1992    |                 |
| 14 | The rocky marriage picture show | Ricordi del passato                    | 29 agosto 1992    |                 |
| 15 | Martin over medium              | Ipnosi regressiva                      | 5 settembre 1992  |                 |
| 16 | Theory of relativity            | Teoria della relatività                | 12 settembre 1992 |                 |
| 17 | Up all night                    | Sveglio tutta la notte                 | 19 settembre 1992 |                 |
| 18 | The guilty party                | Ricevimento colpevole                  | 26 settembre 1992 |                 |
| 19 | The son also rises              | Quando i figli crescono                | 3 ottobre 1992    |                 |
| 20 | Domestic bliss                  | Una casa felice                        | 10 ottobre 1992   |                 |
| 21 | It came from beneath the sink   | Sotto il lavandino niente              | 17 ottobre 1992   |                 |
| 22 | No deposit, no return           | Niente depositato niente resa          | 24 ottobre 1992   |                 |
| 23 | To the Moon, Alex!              | Verso la Luna                          | 31 ottobre 1992   |                 |
| 24 | The undergraduate               | Una sottile differenza (prima parte)   | 7 novembre 1992   |                 |
| 25 | Dance ten, sex three            | Una sottile differenza (seconda parte) | 14 novembre 1992  |                 |
| 26 | Key for two                     | Una chiave per due                     | 21 novembre 1992  |                 |